# 피에르 왓킨
피에어 왓킨(Pierre Watkin, 1889년 12월 29일 ~ 1960년 2월 3일)은 미국의 배우이다.

## 출연 작품
- 잇! 더 테러 프롬 비욘드 스페이스 (1958년)
- 하이 스쿨 컨디덴셜! (1958년)
- 칼립소 히트 웨이브 (1957년)
- 팔 조이 (1957년)
- 쉐이크, 래틀 & 락! (1956년)
- 돈 노크 더 록 (1956년)
- 샤이안 (1955년)
- 어바웃 미스터 레슬리 (1954년)
- 용감한 린티 (1954년)
- 프란시스 고즈 투 웨스트 포인트 (1952년)
- 러브리 투 룩 앳 (1952년)
- 투 로스트 월드 (1951년)
- 아톰 맨 대 슈퍼맨 (1950년)
- 낸시 리오 가다 (1950년)
- 마천루 (1949년)
- 씨비스킷 이야기 (1949년)
- 론 레인저 - 49년 시리즈 (1949년)
- 룩 포 더 실버 리닝 (1949년)
- 툴사 (1949년)
- 어 소던 양키 (1948년) - 메이저 역
- 스테이트 오브 더 유니온 (1948년)
- 슈퍼맨 - 48년작 (1948년) - 페리 화이트 역
- 송 오브 러브 (1947년)
- 쇼킹 미스 필그림 (1947년)
- 리빙 인 어 빅 웨이 (1947년)
- 살인광 시대 (1947년)
- 비하인드 더 마스크 (1946년)
- 더 미싱 레이디 (1946년)
- 샤도우 리턴즈 (1946년)
- 기이한 환영 (1945년) - 월레스 암스트롱 검사 역
- 스릴 오브 어 로맨스 (1945년)
- 스토크 클럽 (1945년)
- 다고타 (1945년)
- 마이 베스트 갤 (1944년)
- 아틀란틱 시티 (1944년)
- 미트 미스 바비 삭스 (1944년)
- 데스티네이션 도쿄 (1943년)
- 디스 이즈 더 아미 (1943년)
- 두 베리 워즈 어 레이디 (1943년)
- 야구왕 루 게릭 (1942년)
- 라이프 비긴즈 포 앤디 하디 (1941년)
- 그린 호넷 2 (1941년)
- 존 도우를 찾아서 (1941년)
- 리듬 온 더 리버 (1940년)
- 싱가폴 가는 길 (1940년)
- 뱅크 딕 (1940년)
- 데어 댓 우먼 어게인 (1939년)
- 에브리씽스 온 아이스 (1939년)
- 스미스씨 워싱톤 가다 (1939년)
- 위대한 빅터 허버트 (1939년)
- 데어 올웨이스 어 우먼 (1938년)
- 쓰루브레드 돈 크라이 (1937년)
- 로잘리 (1937년)
- 와이키키 웨딩 (1937년)
- 에밀 졸라의 생애 (1937년)
- 바다의 거인 (1937년)
- 스윙 타임 (1936년)
- 댄저러스 (1935년)

### 텔레비전
- 페리 메이슨 (1957-58)
- 딕 트레이시 - 1950년 시리즈 (1950년)